# Yules Q
In de statistiek is Yules Q een associatiemaat (maat van samenhang) tussen twee dichotome variabelen. De maat is ontwikkeld door George Udny Yule in 1900. De variabelen kunnen echt dichotoom zijn (positief/negatief, ja/neen, man/vrouw, e.d.), of kunstmatig dichotoom (kleiner dan 5/gelijk aan of groter dan 5, onder het vriespunt/boven het vriespunt, e.d.). 
Als {\displaystyle X\in \{x_{0},x_{1}\}} en {\displaystyle Y\in \{y_{0},y_{1}\}} de dichotome variabelen zijn, wordt het resultaat van een steekproef van {\displaystyle n} paren {\displaystyle (X_{i},Y_{i})} gegeven door de aantallen:
{\displaystyle N_{00}}: het aantal uitkomsten {\displaystyle (x_{0},y_{0})}
{\displaystyle N_{01}}: het aantal uitkomsten {\displaystyle (x_{0},y_{1})}
{\displaystyle N_{10}}: het aantal uitkomsten {\displaystyle (x_{1},y_{0})}
{\displaystyle N_{11}}: het aantal uitkomsten {\displaystyle (x_{1},y_{1})}
De formule voor Yules {\displaystyle Q} luidt dan:
{\displaystyle Q={\frac {N_{00}N_{11}-N_{01}N_{10}}{N_{00}N_{11}+N_{01}N_{10}}}}
De genoemde frequenties worden meestal aanschouwelijk voorgesteld in een kruistabel zoals hieronder.
|                         | {\displaystyle Y=y_{0}} | {\displaystyle Y=y_{1}} |
| ----------------------- | ----------------------- | ----------------------- |
| {\displaystyle X=x_{0}} | {\displaystyle N_{00}}  | {\displaystyle N_{01}}  |
| {\displaystyle X=x_{1}} | {\displaystyle N_{10}}  | {\displaystyle N_{11}}  |
In vereenvoudigde vorm wordt de tabel wel als volgt genoteerd:
|                         | {\displaystyle Y=y_{0}} | {\displaystyle Y=y_{1}} |
| ----------------------- | ----------------------- | ----------------------- |
| {\displaystyle X=x_{0}} | a                       | b                       |
| {\displaystyle X=x_{1}} | c                       | d                       |
De waarde van Yules {\displaystyle Q} varieert van −1 tot 1. Een waarde in de buurt van 0 duidt op geen of geringe samenhang tussen de variabelen. Een waarde in de buurt van 1 wijst op een zekere positieve samenhang, een waarde in de buurt van −1 op een zekere negatieve samenhang.
Bij kunstmatige binaire variabelen moet men ernaar streven de relatieve frequenties van elk van de twee mogelijkheden voor elke variabele in de buurt van 50% te nemen teneinde de betrouwbaarheid van {\displaystyle Q} zo hoog mogelijk te houden.
Yules {\displaystyle Q} tendeert tot overschatting van de graad van het verband tussen binaire variabelen te leiden en wordt derhalve in de praktijk weinig gebruikt.

## Verband met andere associatiematen
De relatie tussen Yules {\displaystyle Q} en Yules Y, een andere associatiemaat, is gegeven door:
{\displaystyle Q={\frac {2Y}{1+Y^{2}}}}
De relatie tussen Yules {\displaystyle Q} en de odds ratio ({\displaystyle OR}) wordt, mits deze bestaat, gegeven door:
{\displaystyle Q={\frac {ad-bc}{ad+bc}}={\frac {{\frac {ad}{bc}}-1}{{\frac {ad}{bc}}+1}}={\frac {OR-1}{OR+1}}}
Yules {\displaystyle Q} is gelijk aan Goodman en Kruskals γ voor een 2×2-tabel. 